# ۳۳ (عدد)
۳۳ به حروف سی و سه یک عدد طبیعی است که بعد از ۳۲ و قبل از ۳۴ قرار دارد.